# Gaston Rahier
Gaston Rahier (1. února 1947, Herve, Valonsko, Belgie – 8. února 2005, Paříž, Francie) byl belgický motokrosový závodník. Byl trojnásobným šampionem FIM motokrosového světového šampionátu v kategorii 125 cm³ v letech 1975, 1976 a 1977. Později se zúčastnil a vyhrál Rallye Paříž-Dakar na motocyklech BMW a to v letech 1984 a 1985, na konci tohoto roku byl spolu s běžcem Vincentem Rousseaem jmenován belgickým Sportovcem roku. Je legendou dakarské rally, zemřel v Paříži po dlouhé nemoci.